# Starý hrad (národní přírodní památka)
Starý hrad je jeskyně chráněná jako národní přírodní památka. Nachází se v katastrálním území obce Liptovský Ján v okrese Liptovský Mikuláš v Žilinském kraji na Slovensku. Chráněné území bylo vyhlášeno v roce 2001. Předmětem ochrany je neporušená jeskyně s bohatou sintrovou výzdobou ve vysokohorském krasu Krakovy hoľe. V roce 2003 dosahovala známá hloubka jeskyně 432 metrů.